# NUTS:NL
Als NUTS:NL oder NUTS-Regionen in den Niederlanden bezeichnet man die territoriale Gliederung der Niederlande gemäß der europäischen „Systematik der Gebietseinheiten für die Statistik“ (NUTS).

## Grundlagen
In den Niederlanden werden die drei NUTS-Ebenen wie folgt belegt:
- NUTS-1: die 4 Landesteile (landsdelen);
- NUTS-2: die 12 Provinzen (provincies);
- NUTS-3: 40 COROP-Regionen (COROP-regio’s, auch COROP-gebieden;  Gebiete des Coördinatiecommissie Regionaal Onderzoeksprogramma).[1]

## Liste der NUTS-Regionen in den Niederlanden (2024)
| NUTS 1 | NUTS 1          | NUTS 2 | NUTS 2         | NUTS 3 | NUTS 3                              |
| Code   | Landsdeel       | Code   | Provincie      | Code   | COROP-regio                         |
| ------ | --------------- | ------ | -------------- | ------ | ----------------------------------- |
| NL1    | NOORD-NEDERLAND | NL11   | Groningen      | NL111  | Oost-Groningen                      |
| NL1    | NOORD-NEDERLAND | NL11   | Groningen      | NL112  | Delfzijl en omgeving                |
| NL1    | NOORD-NEDERLAND | NL11   | Groningen      | NL113  | Overig Groningen                    |
| NL1    | NOORD-NEDERLAND | NL12   | Friesland (NL) | NL121  | Noord-Friesland                     |
| NL1    | NOORD-NEDERLAND | NL12   | Friesland (NL) | NL122  | Zuidwest-Friesland                  |
| NL1    | NOORD-NEDERLAND | NL12   | Friesland (NL) | NL123  | Zuidoost-Friesland                  |
| NL1    | NOORD-NEDERLAND | NL13   | Drenthe        | NL131  | Noord-Drenthe                       |
| NL1    | NOORD-NEDERLAND | NL13   | Drenthe        | NL132  | Zuidoost-Drenthe                    |
| NL1    | NOORD-NEDERLAND | NL13   | Drenthe        | NL133  | Zuidwest-Drenthe                    |
| NL2    | OOST-NEDERLAND  | NL21   | Overijssel     | NL211  | Noord-Overijssel                    |
| NL2    | OOST-NEDERLAND  | NL21   | Overijssel     | NL212  | Zuidwest-Overijssel                 |
| NL2    | OOST-NEDERLAND  | NL21   | Overijssel     | NL213  | Twente                              |
| NL2    | OOST-NEDERLAND  | NL22   | Gelderland     | NL221  | Veluwe                              |
| NL2    | OOST-NEDERLAND  | NL22   | Gelderland     | NL224  | Zuidwest-Gelderland                 |
| NL2    | OOST-NEDERLAND  | NL22   | Gelderland     | NL225  | Achterhoek                          |
| NL2    | OOST-NEDERLAND  | NL22   | Gelderland     | NL226  | Arnhem/Nijmegen                     |
| NL2    | OOST-NEDERLAND  | NL23   | Flevoland      | NL230  | Flevoland                           |
| NL3    | WEST-NEDERLAND  | NL32   | Noord-Holland  | NL321  | Kop van Noord-Holland               |
| NL3    | WEST-NEDERLAND  | NL32   | Noord-Holland  | NL322  | Alkmaar en omgeving                 |
| NL3    | WEST-NEDERLAND  | NL32   | Noord-Holland  | NL323  | IJmond                              |
| NL3    | WEST-NEDERLAND  | NL32   | Noord-Holland  | NL324  | Agglomeratie Haarlem                |
| NL3    | WEST-NEDERLAND  | NL32   | Noord-Holland  | NL325  | Zaanstreek                          |
| NL3    | WEST-NEDERLAND  | NL32   | Noord-Holland  | NL329  | Groot-Amsterdam                     |
| NL3    | WEST-NEDERLAND  | NL32   | Noord-Holland  | NL327  | Het Gooi en Vechtstreek             |
| NL3    | WEST-NEDERLAND  | NL34   | Zeeland        | NL341  | Zeeuwsch-Vlaanderen                 |
| NL3    | WEST-NEDERLAND  | NL34   | Zeeland        | NL342  | Overig Zeeland                      |
| NL3    | WEST-NEDERLAND  | NL35   | Utrecht        | NL350  | Utrecht                             |
| NL3    | WEST-NEDERLAND  | NL36   | Zuid-Holland   | NL361  | Agglomeratie ’s-Gravenhage          |
| NL3    | WEST-NEDERLAND  | NL36   | Zuid-Holland   | NL362  | Delft en Westland                   |
| NL3    | WEST-NEDERLAND  | NL36   | Zuid-Holland   | NL363  | Agglomeratie Leiden en Bollenstreek |
| NL3    | WEST-NEDERLAND  | NL36   | Zuid-Holland   | NL364  | Zuidoost-Zuid-Holland               |
| NL3    | WEST-NEDERLAND  | NL36   | Zuid-Holland   | NL365  | Oost-Zuid-Holland                   |
| NL3    | WEST-NEDERLAND  | NL36   | Zuid-Holland   | NL366  | Groot-Rijnmond                      |
| NL4    | ZUID-NEDERLAND  | NL41   | Noord-Brabant  | NL411  | West-Noord-Brabant                  |
| NL4    | ZUID-NEDERLAND  | NL41   | Noord-Brabant  | NL412  | Midden-Noord-Brabant                |
| NL4    | ZUID-NEDERLAND  | NL41   | Noord-Brabant  | NL413  | Noordoost-Noord-Brabant             |
| NL4    | ZUID-NEDERLAND  | NL41   | Noord-Brabant  | NL414  | Zuidoost-Noord-Brabant              |
| NL4    | ZUID-NEDERLAND  | NL42   | Limburg (NL)   | NL421  | Noord-Limburg                       |
| NL4    | ZUID-NEDERLAND  | NL42   | Limburg (NL)   | NL422  | Midden-Limburg                      |
| NL4    | ZUID-NEDERLAND  | NL42   | Limburg (NL)   | NL423  | Zuid-Limburg                        |